# Oblati di San Francesco di Sales

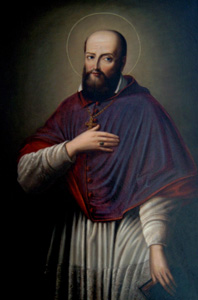
Immagine votiva di san Francesco di Sales, titolare della congregazione

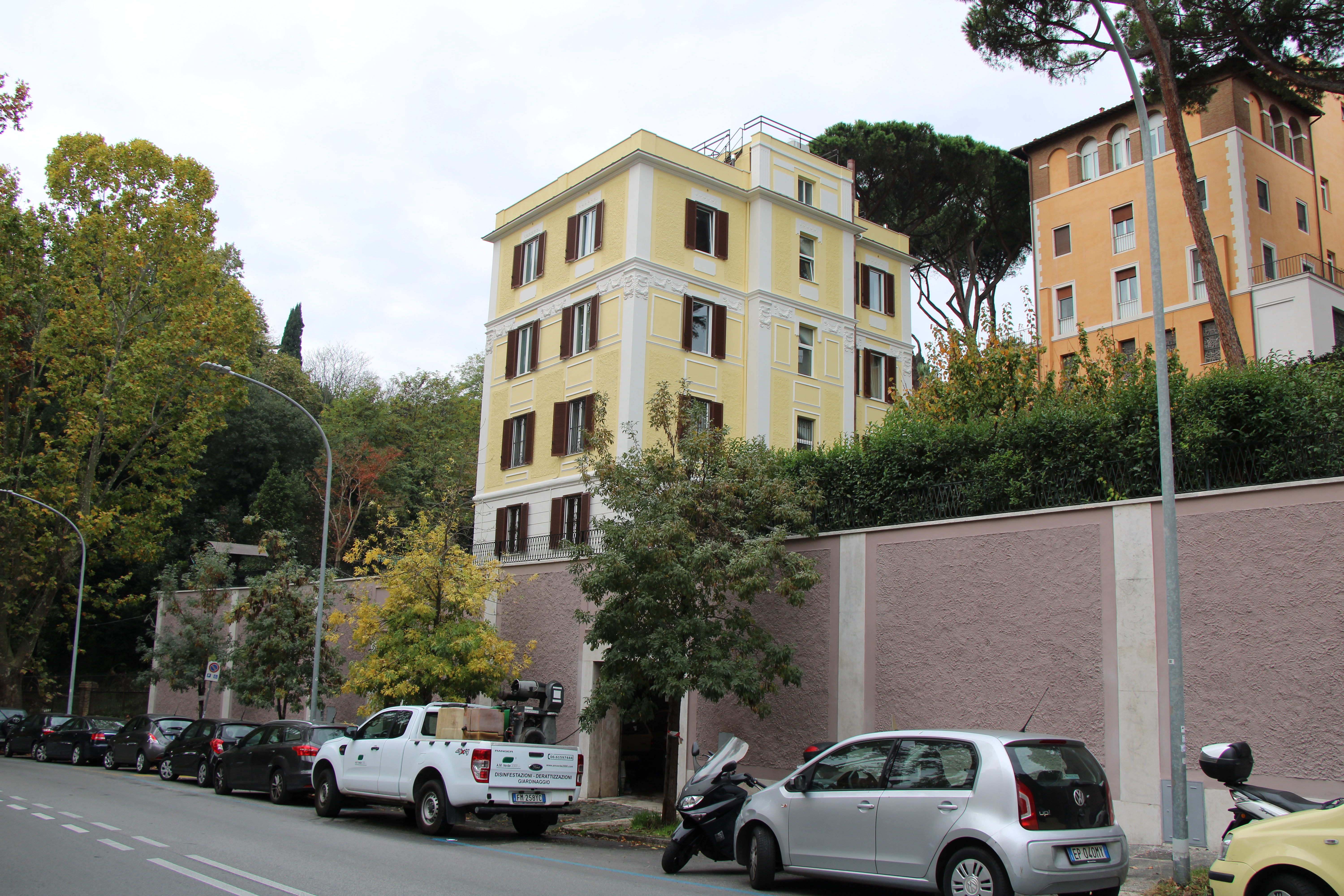
foto dall' esterno

Gli Oblati di San Francesco di Sales (in latino Institutum Oblatorum Sancti Francisci Salesii) sono istituto religioso maschile di diritto pontificio: i membri di questa congregazione clericale pospongono al loro nome la sigla O.S.F.S.

## Storia
La congregazione nacque dalla volontà di Marie de Sales Chappuis (1793-1875), superiora del monastero delle visitandine di Troyes, di realizzare il desiderio di san Francesco di Sales di istituire una congregazione di sacerdoti che vivessero nello stesso spirito delle monache della Visitazione e ne applicassero il metodo di apostolato: nel 1871, con la collaborazione di Louis Brisson (1817-1908), cappellano del monastero, e l'approvazione di Emmanuel-Jules Ravinet, vescovo di Troyes, riuscì a dare corpo all'idea.
Le costituzioni del nascente istituto vennero redatte con l'aiuto di un monaco benedettino dell'abbazia di Einsiedeln e il 12 ottobre 1873 i primi aspiranti ricevettero l'abito religioso. L'istituto ottenne il pontificio decreto di lode il 21 dicembre 1875 e le sue costituzioni vennero approvate definitivamente dalla Santa Sede l'8 dicembre del 1897.
Gli Oblati di San Francesco di Sales si diffusero rapidamente in tutta la Francia, in Grecia e in Africa; le leggi anti-congregazioniste del 1903 causarono la chiusura di tutte le case francesi e favorirono un ulteriore sviluppo internazionale della congregazione.
Esiste anche il ramo femminile delle Suore Oblate di San Francesco di Sales, fondato da Brisson e dalla Chappuis insieme a madre Léonie Aviat (1844-1914).

## Attività e diffusione
Gli Oblati di San Francesco di Sales si dedicano all'istruzione e all'educazione cristiana della gioventù, al ministero parrocchiale e all'apostolato missionario.
Sono presenti in Europa (Austria, Francia, Germania, Italia, Monaco, Paesi Bassi, Svizzera), nelle Americhe (Brasile, Canada, Ecuador, Haiti, Messico, Stati Uniti d'America, Uruguay), in Africa (Benin, Namibia, Sudafrica) e in India; la sede generalizia è in via Dandolo a Roma.
Alla fine del 2008 la congregazione contava 209 case e 568 religiosi, 441 dei quali sacerdoti.